# Comuna Nororiental (Cúcuta)
La Comuna 5 o Nororiental es una aglomeración de barrios que están ubicados en la zona nororiente de la ciudad colombiana de Cúcuta.

## Subdivisión
La comuna Nororiental  está dividida en 22 barrios.
- Alcalá
- Ciudad Jardín
- El Bosque
- Guaimaral
- Gratamira
- La Merced
- Lleras Restrepo
- Paraíso
- Pescadero
- Colpet
- Portachuelo
- Prados del Norte
- San Eduardo
- Santa Helena
- Sevilla
- Tasajero
- Urb. Gualanday
- Urb. La Mar
- Urb. Libertadores Total
- Urb. Niza
- Zona Industrial
- Zona Franca
- Zulima, II, III, IV

## Economía
La Comuna es casi totalmente residencial, solo el 2%  de sus casas tiene actividad económica, sin embargo el área es industrializada, pues allí se ubican la Zona Franca y la Zona Industrial de Cúcuta, al igual que el centro comercial Unicentro y la central de abastos. En el Barrio Guaimaral se ubica el Hospital Erasmo Meoz, el principal centro médico de  Norte de Santander.

## Galería

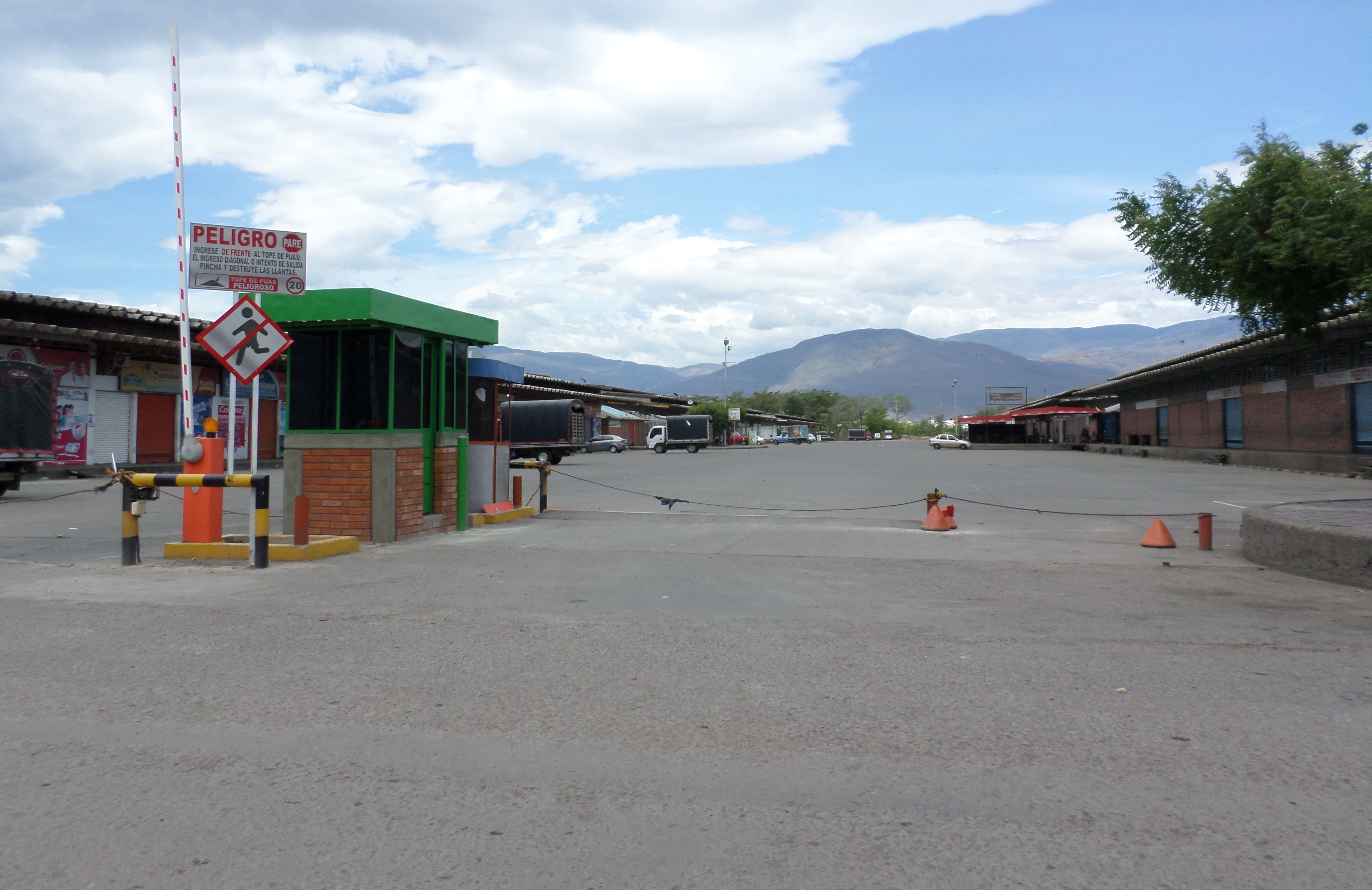
Central de abastos
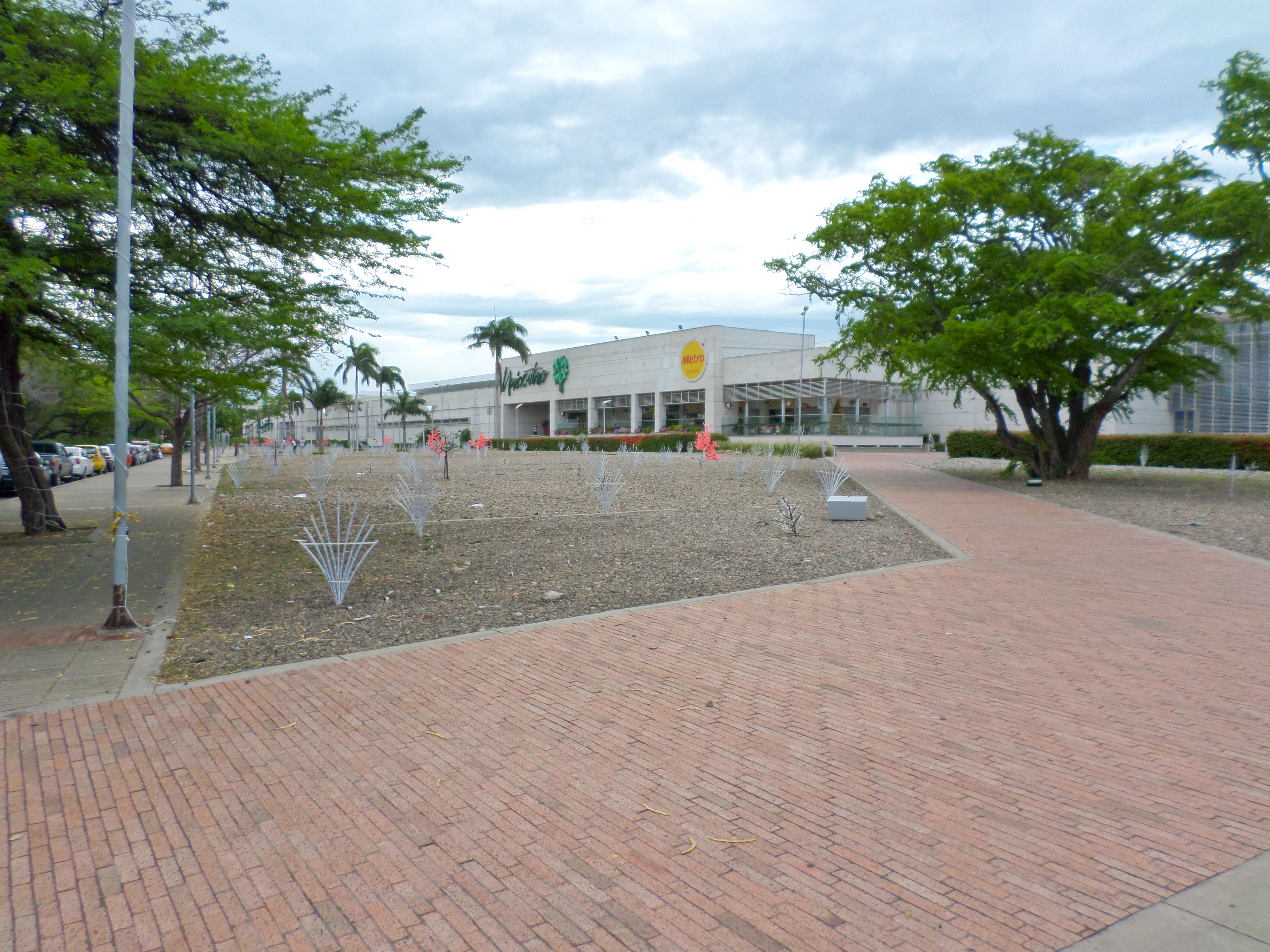
C.C. Unicentro
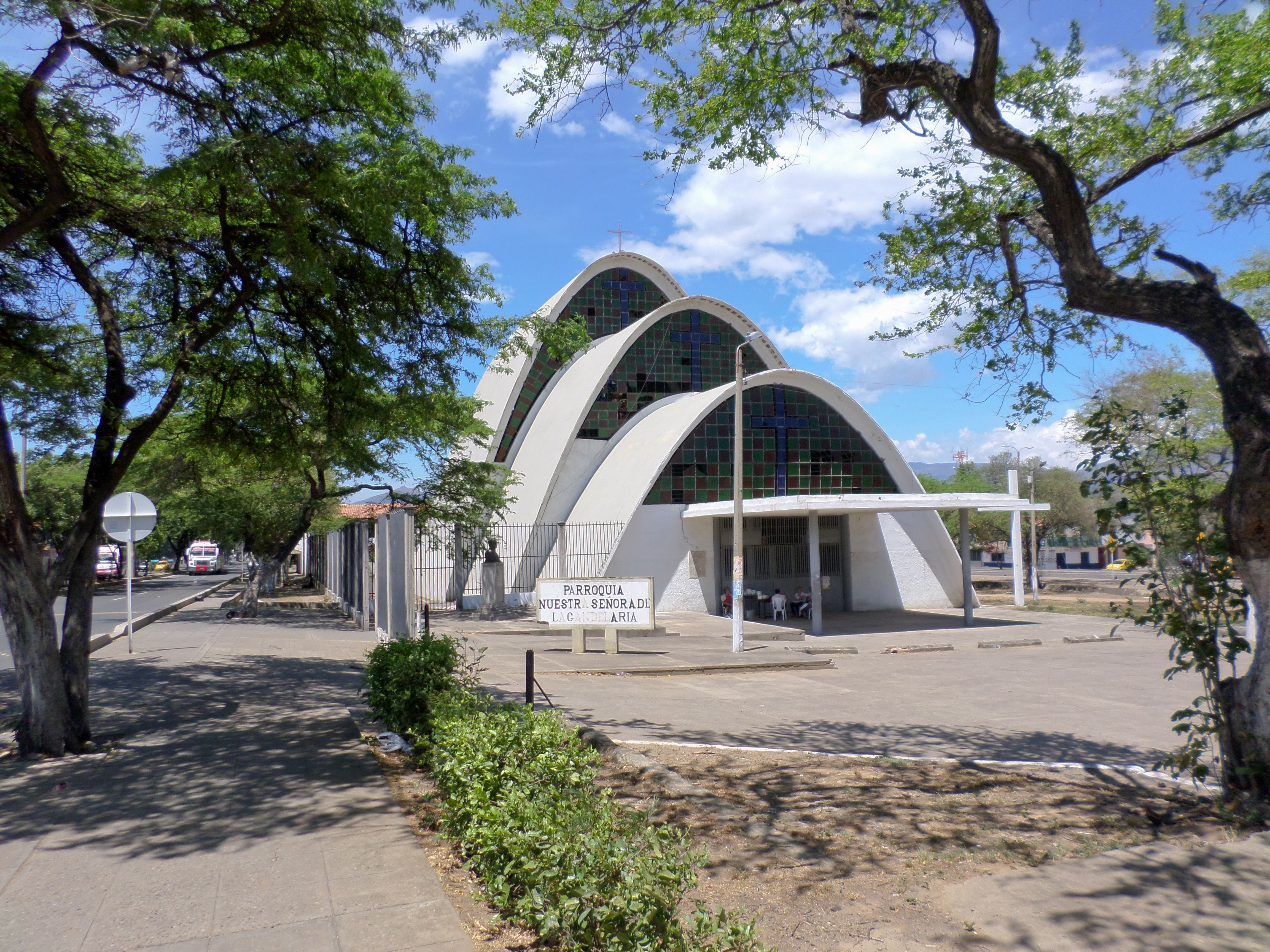
Iglesia La Candelaria
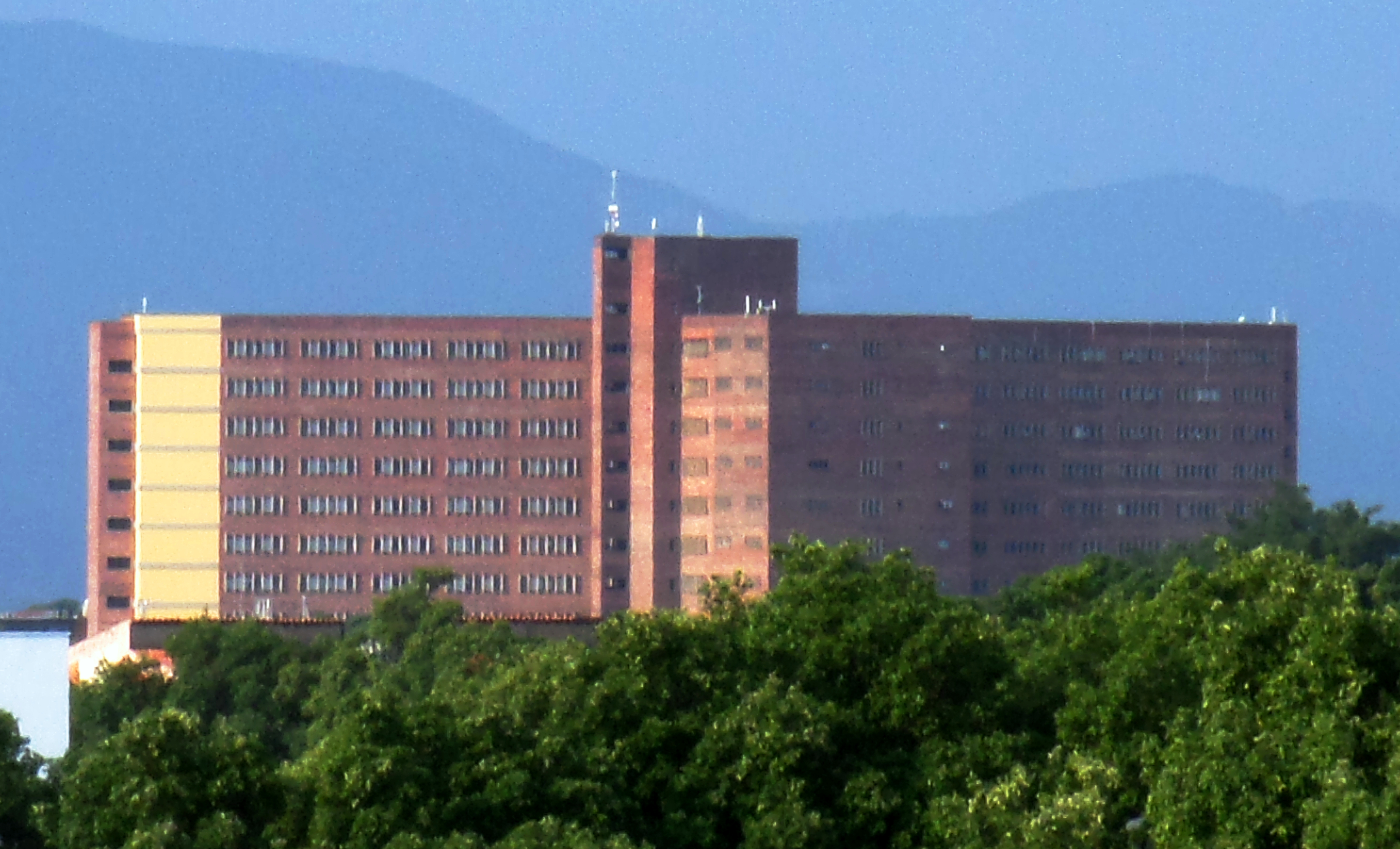
Hospital Erasmo Meoz
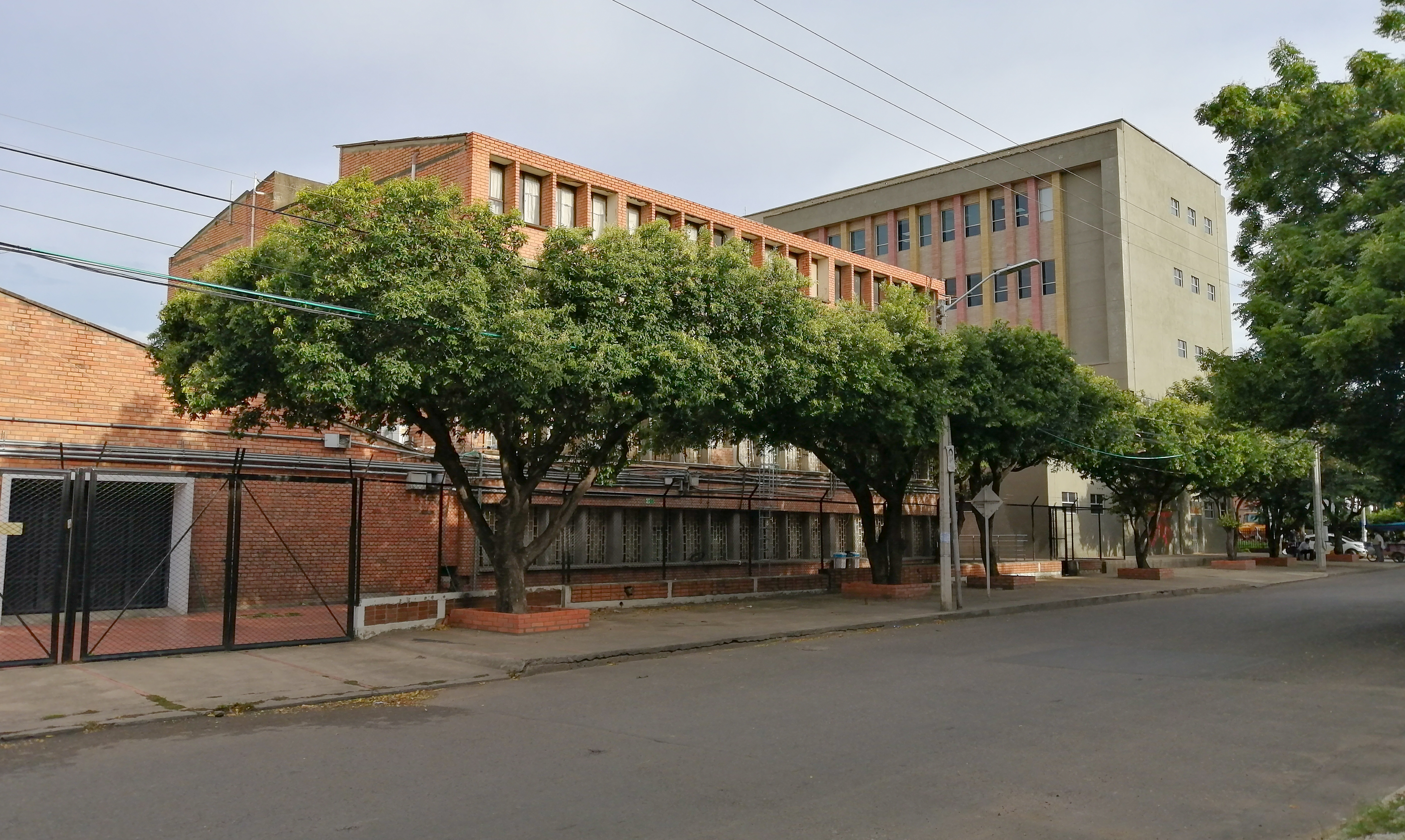
Regional del Sena